# 飛龍騎士 (遊戲)
《铁甲飞龙》是一款由世嘉 Team Andromeda 工作组制作、世嘉发行、用於世嘉土星平台的射擊遊戲。日本地区于1995年3月10日发行，北美于5月11日发行。 游戏之后移植至Windows和PlayStation 2等平台。
游戏收到正面评价。《电子游戏月刊》将本游戏列为1995年7月月度最佳游戏。

## 玩法
游戏横跨六个關卡，每一个長度約5分钟。玩法为玩家通过一个用D-pad在整个屏幕移动的瞄准器来控制一隻飞龙以及坐骑上的人。玩家在一个世界末日后的3D幻想环境中射击各种敌人。这个环境有著贫瘠的风景以及堕落文明的神秘废墟。
玩家具有全景、360度第三人稱视角，能够在飞龙上向左、向右、向前和向后看。敌人来自各个方向，他们具有不同的體積和生命值。敵人同时也会出现在检测飞龙周围环境的雷达上。

## 开发
日本游戏公司世嘉最早于1990年由开始制作《铁甲飞龙》，准备在世嘉土星上发行。当时，土星缺少第三方游戏。鉴于此，世嘉决定自己制作各种类型的游戏，其中包括清版射击游戏。

## 评价
《铁甲飞龙》在1995年和后续回顾性报道中均收到正面评价。尽管游戏的销售并没有达到世嘉期待中那么高，这个可能也与索尼的PlayStation对于世嘉土星的胜出，但仍然足够让世嘉继续在1996年在土星创作续作《铁甲飞龙II Zwei》。
作为首發的土星游戏之一，游戏在宣传资料出现之后得到了杂志记者的高度期待。《电子游戏月刊》的 Ed Semrad 和 Danyon Carpenter 赞扬游戏具有“革新的剧情”和“令人惊叹的视觉效果”。